# اوون فون ریکتر
اوون فون ریکتر (به انگلیسی: Owen Von Richter) (زادهٔ ۷ آوریل ۱۹۷۵) شناگر اهل کانادا است.